# Scăiuș
Scăiuș – wieś w Rumunii, w okręgu Caraș-Severin, w gminie Fârliug. W 2011 roku liczyła 323 mieszkańców. 